# 平等文成
平等 文成（びょうどう ぶんじょう、1907年（明治40年）3月17日 - 1970年（昭和45年）12月12日））は、衆議院議員（日本社会党）、歴史学者。選挙には「びょうどう ぶんせい」の読みで出馬した。

## 来歴
神奈川県横浜市出身。1929年、新潟高等学校卒業。東京帝国大学文学部卒業。東京で新聞・雑誌記者として勤めたのち、中国大陸に渡り高橋公館、興亜院華北連絡部に勤務。のち、新民学院や北京大学（農学院）教授などを歴任し、東洋史の研究に従事する。第二次世界大戦後、長野県北佐久郡軽井沢町の浅間山麓に入植し、農民運動を始め、全日本農民組合中央常任委員、同国際部長、同長野県連合会委員長、日本社会党長野県本部統制委員長、私学新報社長などを歴任した。
昭和42年（1967年）第31回衆議院議員総選挙に長野県第2区から出馬し、当選した。

## 著書
- 千田二郎[5]『邪教を裁く：現代宗教批判』伽耶書房、1936年
- 平等文成『躍動する新中国：中共の勝利とその建設』經濟社、1949年